# Imaginära tal

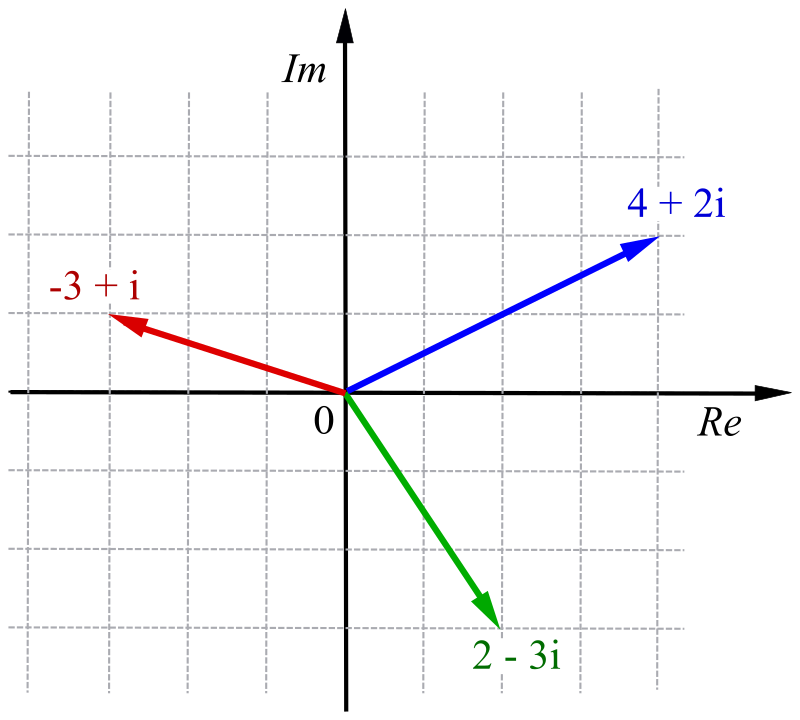
Det komplexa talplanet. Ett imaginärt tal avbildas på det komplexa talplanets vertikala axel (Im)

Ett imaginärt tal är ett komplext tal, som avbildas på det komplexa talplanets vertikala axel och kan skrivas som ett reellt tal multiplicerat med den imaginära enheten {\displaystyle i}, vilken är definierad av egenskapen {\displaystyle i^{2}=-1}.
Exempelvis är kvadraten på ett imaginärt tal {\displaystyle bi}
{\displaystyle (bi)^{2}=b\cdot b\cdot i^{2}=-b^{2}}
För att bilda kvadratroten ur ett negativt tal k, kan man först bilda kvadratroten ur -k (vilket är ett positivt tal) och sedan multiplicera med {\displaystyle i}: 
{\displaystyle {\sqrt {k}}=i{\sqrt {(-k)}}\qquad (k<0)}
Termen användes först av René Descartes på 1600-talet och syftar på att man då menade att sådana tal var onödiga eller inte kan existera. Det finns dock ofta behov av att räkna med en storhet, som har två från varandra oberoende (ortogonala) egenskaper, vilka kan representeras av ett komplext tal vilket består av en real del och en imaginär del. Med hjälp av komplexa tal går det till exempel att samtidigt behandla en storhets amplitud och fas (se j-omega-metoden). Benämningen imaginärt tal har dock behållits av historiska skäl. 
Inom elektrotekniken och närliggande områden skrivs den imaginära enheten oftast som {\displaystyle j} för att undvika sammanblandning med {\displaystyle i} som vanligtvis betecknar en elektrisk ström.